# Attaque de la prison de Wum
L'attaque de la prison de Wum a lieu le 25 septembre 2018, lors de la crise anglophone au Cameroun.  

## Contexte
Wum vit au rythme des affrontements entre les forces de sécurité et les séparatistes des régions anglophones. La ville est sous couvre-feu. 
Le 29 juillet 2018, les séparatistes attaquent une prison à Ndop et libèrent 160 détenus.

## Déroulement
Le 25 septembre 2018, vers 19 heures, des hommes armés utilisent une échelle pour accéder à l'intérieur de la prison, par le mur arrière situé en face de la tour de guet. Surpris par la violence de l'attaque, les quelques gardiens n'ont pas pu opposer de résistance. Une fois à l'intérieur du pénitencier, les assaillants procèdent à des tirs de sommation et enfoncent les portes des cellules. Au total, 117 détenus sont libérés et disparaissent immédiatement dans la nature. Les assaillants se sont également emparés de deux armes et d'une boîte de munitions.

## Suites
Aux premières heures du 26 septembre 2018, une trentaine de prisonniers se sont rendus aux autorités. En fin de journée, plus de 70 d'entre eux sont toujours recherchés par les forces de l'ordre et de sécurité. Une chasse à l'homme est lancée. Les forces de sécurité étendent leur traque sur plus de 100 km, dans tous les villages environnants.

## Revendication
L'attaque est revendiquée par les Tigres de l'Ambazonie.